# Campos Novos
Campos Novos is een gemeente in de Braziliaanse deelstaat Santa Catarina. De gemeente telt 29.133 inwoners (schatting 2009).

## Aangrenzende gemeenten
De gemeente grenst aan Abdon Batista, Anita Garibaldi, Brunópolis, Capinzal, Celso Ramos, Erval Velho, Herval d'Oeste, Ibiam, Lacerdópolis, Monte Carlo, Ouro, Tangará, Vargem, Zortéa en Barracão (RS).

## Verkeer en vervoer
De plaats ligt aan de wegen BR-282, BR-470 en SC-135.